# Instituto de Estudios Giennenses
El Instituto de Estudios Giennenses (IEG) es una institución española cuya función principal es el fomento y el estudio de la cultura, las ciencias y el arte de ámbito local y provincial. Depende de la Diputación de Jaén y tiene su sede en el Antiguo Hospital de San Juan de Dios de Jaén, un edificio del siglo XV.

## Historia
El Instituto de Estudios Giennenses fue creado en 1951 por parte de la Diputación Provincial de Jaén. Se encuentra ligado al Consejo Superior de Investigaciones Científicas y a la Confederación Española de Centros de Estudios Locales (CECEL). Su sede es el Antiguo Hospital de San Juan de Dios desde que fuera restaurado por el arquitecto Luis Berges Roldán en 1995. Tiene su propio Servicio de Publicaciones, que presenta un gran catálogo de temas y autores de la provincia. Destaca igualmente su biblioteca, fundada en 1953, que pretende salvaguardar el patrimonio bibliográfico giennense.

## Biblioteca
La Biblioteca del IEG se define como un centro de investigación especializado en temas y autores de la provincia de Jaén, constituyendo hoy el día el más importante depósito bibliográfico de información provincial giennense que existe en el mundo. Recoge todo tipo de información documental sea cual sea su soporte físico (libros, revistas, diapositivas, vídeos, cintas, discos, CD, microfilmes, carteles, mapas, folletos, etc.), producida por autores del Santo Reino, de materias giennenses o editada en las imprentas de la provincia de Jaén en cualquier época histórica. La Biblioteca desarrolla la labor de recopilación, registro, catalogación, clasificación, conservación y difusión de toda esta información.